# المعمر الأعلى (أفلح الشام)

تعديل مصدري - تعديل

المعمر الأعلى هي إحدى قرى عزلة بني الحارث بمديرية أفلح الشام التابعة لمحافظة حجة، بلغ تعداد سكانها 186 نسمة حسب تعداد اليمن لعام 2004.